# Fernando Duró
Fernando Héctor Duró (Buenos Aires, 22 de noviembre de 1960) es un entrenador de baloncesto argentino y actualmente dirige a la selección de baloncesto de Venezuela.
Fue campeón de la Liga Nacional de Básquet con Gimnasia y Esgrima de Comodoro Rivadavia. Integró el cuerpo técnico de la selección de básquetbol de Argentina que consiguió, entre otros logros, la medalla de oro en los Juegos Olímpicos de Atenas 2004.

## Carrera

### Clubes

#### Inicios
En el año 1984 se graduó como Profesor Nacional de Educación Física y a partir del año 1985 es Entrenador Nacional de Básquetbol.
Inició su carrera como entrenador en el club Unión Progresista de la ciudad de Villa Ángela. Tras una temporada en el club, se dirigió al club Deportivo Roca para finalmente disputar con el Club Atlético River Plate, dos temporadas en el TNA. En el año 1994, se incorporó al Club Obras Sanitarias de la Nación, de la misma categoría, siendo elegido como mejor entrenador de la categoría en la temporada 1994-95 y consiguiendo el ascenso a la LNB durante su segunda temporada al mando del equipo. Tras dos años en la máxima división junto a este club, decidió recalar en el club Gimnasia y Esgrima de la ciudad de Comodoro Rivadavia, participante de la primera división del baloncesto argentino.
En la temporada 1998-99, la primera al mando de este club, logró un récord de 29-15 en la temporada regular pero cayó en los playoffs colocándose en el sexto puesto. En el campeonato siguiente, consiguió un récord de 25-19 en la temporada regular, venció a Libertad de Sunchales por los cuartos de final, pero fue eliminado en semifinales por 3-0 ante Estudiantes de Olavarría. Este tercer puesto en la liga le permitió obtener una plaza para la Liga Sudamericana de Clubes 2001, siendo esta su primera participación en un campeonato internacional. El equipo de Duró, consiguió el subcampeonato tras perder en la final ante el club Estudiantes de Olavarría. En la temporada 2000-01 Gimnasia finalizó en el décimo puesto y Duró decidió dejar el club para unirse al Boca Juniors por dos temporadas.
Su primer año al mando implicó un récord de 23-12 en la temporada regular pero cayó ante Asociación Deportiva Atenas en cuartos de final. Al año siguiente obtuvo el primer puesto de la temporada regular con 30 victorias y 6 derrotas, llegando a la final y obteniendo el subcampeonato de la Liga Nacional de Básquet 2002-03, tras perder por 4-2 ante Atenas. Durante dos años se alejó de la Liga Nacional de Básquet teniendo diferentes participaciones con la Selección de baloncesto de Argentina siendo el año 2005 su retorno, volviendo al club comodorense Gimnasia y Esgrima. 

#### Título en la LNB
En la temporada de su regreso, con la asistencia de Nicolás Casalánguida, Gimnasia se colocó en el cuarto puesto de la segunda fase, tras un récord general en la temporada regular de 25-17 y obtuvo el acceso directo a la fase de cuartos de final. Alcanzó la final de la Liga Nacional de Básquet 2005-06 y así el club conquistó su primer título a nivel nacional tras derrotar al Club Deportivo Libertad por 4 a 2 en la serie final. Gimnasia participó en la Liga Sudamericana de Clubes 2007 logrando un cuarto puesto y Duró se mantuvo durante dos temporadas más a cargo de la dirección técnica del equipo siendo reemplazado luego por Nicolás Casalánguida. 
En el año 2008 acordó con la Asociación Atlética Quimsa, logró acceder al Cuadrangular final de la Copa Argentina de Básquet y cosechó un récord de 5 victorias y 5 derrotas cuando una seguidilla de tres derrotas provocó su renuncia. En diciembre de ese mismo año, retornó al Boca Juniors, donde, tras ubicarse en el octavo lugar de la segunda fase, venció en la reclasificación al Independiente de Neuquén. En cuartos de final fue derrotado por el Club Atlético Peñarol por 3-0 y Duró dejó la dirección del equipo. En 2009, fue elegido para reemplazar a Gonzalo García como entrenador del Club Ciclista Olímpico; se colocó en el penúltimo puesto de la tabla de posiciones pero venció al Club Atlético Quilmes por 3-2 en la serie por la permanencia y mantuvo la categoría.
En 2010, Duró emigró al baloncesto venezolano, más precisamente al club Marinos de Anzoátegui, de la Liga Profesional de Baloncesto de Venezuela para disputar la temporada 2011. Logró un récord de 24-9 y se colocó en el segundo puesto de la fase regular pero la dirigencia del club decidió despedirlo. En diciembre de ese mismo año, fue convocado por el  Club Ciclista Olímpico para reemplazar a Gustavo Miravet, que ostentaba un récord de 7 victorias y 5 derrotas. El equipo finalizó la temporada 2011-12 en el 13° lugar y debió disputar una serie por la permanencia ante Club San Martín de Corrientes en la que triunfó por 3-2. 
En mayo de 2012, fue confirmado como director técnico del Club Ciclista Olímpico por dos años. Tras una temporada en el club y ser eliminado en la Reclasificación por Gimnasia y Esgrima (Comodoro Rivadavia), firmó con Libertad de Sunchales para afrontar la Liga Nacional de Básquet 2013-14. Luego de alcanzar la cuarta posición de la temporada regular, fue eliminado en cuartos de final por Argentino de Junín y la temporada siguiente retornó a Marinos de Anzoátegui. Derrotó en la final de la Liga Profesional de Baloncesto de Venezuela a los Guaros de Lara de su compatriota Néstor García con un resultado global de 4-1. Su siguiente club fue Ciclista Olímpico, para así llevar a cabo su tercer ciclo en el equipo.

### Selecciones

#### Argentina
Inició su carrera en la Selección de baloncesto de Argentina como asistente de Guillermo Vecchio en el año 1992. En 1993, lograron la medalla de oro en el Panamericano 1993, disputado en Rosario, Argentina y ese mismo año participó como asistente del Mundial Sub-21 en España, el Premundial de la Selección mayor y el Campeonato Sudamericano de Baloncesto de 1993; así como del Campeonato Mundial de Baloncesto de 1994, con un noveno puesto, Preolímpico de 1995, donde fueron subcampeones, los Juegos Panamericanos de 1995, donde consiguieron el oro y los Juegos Olímpicos de Atlanta 1996, con una novena posición. Vecchio dejó la dirección técnica del seleccionado argentino ese mismo año, por lo que Duró también dejó su cargo.
A partir del año 2000 formó parte del cuerpo técnico de Rubén Magnano, que logró el Campeonato Sudamericano y el Campeonato Panamericano Sub-21 del año 2000, así como los títulos del Campeonato Sudamericano de Baloncesto de 2001 y el Campeonato FIBA Américas de 2001. Ese mismo también fue asistente en los Juegos de la Buena Voluntad de Brisbane, Australia y se desempeñó como entrenador de la selección Sub-21 que obtuvo un tercer puesto en el Mundial Sub-21 de Saitama, Japón. El año siguiente, acompañó a Magnano en el Campeonato Mundial de Baloncesto de 2002, en Indianápolis, donde la selección obtuvo el segundo puesto. Tras ser asistente en el subcampeonato del Sudamericano 2003, fue el entrenador principal en los Juegos Panamericanos de 2003, colocándose en el sexto puesto con un récord 2-3. Fue asistente en el Torneo de las Américas de 2003 (Segundo puesto) y volvió a ser entrenador principal en el Campeonato Sudamericano de Baloncesto de 2004 donde Argentina se coronó campeón con un récord de 5 victorias y 1 derrota. Ese mismo año, la  Selección argentina obtuvo la medalla de oro en los Juegos Olímpicos de Atenas 2004, con Fernando Duró como asistente de Rubén Magnano.

#### Brasil
A partir del año 2010, volvió a formar parte del cuerpo técnico del argentino Rubén Magnano, en el rol de asistente, pero en este caso para la dirección de la Selección de baloncesto de Brasil. Junto a este seleccionado participó en el Campeonato Mundial de Baloncesto de 2010 disputado en Turquía, ubicándose en el noveno puesto. Al año siguiente, participó del Campeonato FIBA Américas 2011, llevado a cabo en Argentina, adquiriendo el segundo puesto y la clasificación a los Juegos Olímpicos de 2012 tras perder en la final frente al seleccionado local. En los Juegos Olímpicos de Londres 2012, Brasil logró un quinto puesto.

## Trayectoria
| Temporada | Equipo                                  | País      | Liga   |
| 1990-91   | Unión Progresista                       | Argentina | Liga B |
| 1991-92   | Deportivo Roca                          | Argentina | Liga B |
| 1992-93   | River Plate                             | Argentina | TNA    |
| 1993-94   | River Plate                             | Argentina | TNA    |
| 1994-95   | Club Obras Sanitarias de la Nación      | Argentina | TNA    |
| 1995-96   | Club Obras Sanitarias de la Nación      | Argentina | TNA    |
| 1996-97   | Club Obras Sanitarias de la Nación      | Argentina | LNB    |
| 1997-98   | Club Obras Sanitarias de la Nación      | Argentina | LNB    |
| 1998-99   | Gimnasia y Esgrima (Comodoro Rivadavia) | Argentina | LNB    |
| 1999-00   | Gimnasia y Esgrima (Comodoro Rivadavia) | Argentina | LNB    |
| 2000-01   | Gimnasia y Esgrima (Comodoro Rivadavia) | Argentina | LNB    |
| 2001-02   | Boca Juniors                            | Argentina | LNB    |
| 2002-03   | Boca Juniors                            | Argentina | LNB    |
| 2005-06   | Gimnasia y Esgrima (Comodoro Rivadavia) | Argentina | LNB    |
| 2006-07   | Gimnasia y Esgrima (Comodoro Rivadavia) | Argentina | LNB    |
| 2007-08   | Gimnasia y Esgrima (Comodoro Rivadavia) | Argentina | LNB    |
| 2008-09   | Asociación Atlética Quimsa              | Argentina | LNB    |
| 2008-09   | Boca Juniors                            | Argentina | LNB    |
| 2009-10   | Club Ciclista Olímpico                  | Argentina | LNB    |
| 2011      | Marinos de Anzoátegui                   | Venezuela | LPB    |
| 2011-12   | Club Ciclista Olímpico                  | Argentina | LNB    |
| 2012-13   | Club Ciclista Olímpico                  | Argentina | LNB    |
| 2013-14   | Libertad de Sunchales                   | Argentina | LNB    |
| 2014-15   | Marinos de Anzoátegui                   | Venezuela | LPB    |
| 2015-16   | Club Ciclista Olímpico                  | Argentina | LNB    |
| 2016-17   | Club Ciclista Olímpico                  | Argentina | LNB    |
| 2017      | Guaros de Lara                          | Venezuela | LPB    |

## Estadísticas
| Equipo                                            | Temporada           | Liga                | Temporada regular | Temporada regular | Temporada regular | Playoffs | Playoffs | Playoffs | Total | Total | Total  | Resultado              |
| Equipo                                            | Temporada           | Liga                | PG                | PP                | %                 | PG       | PP       | %        | PG    | PP    | %      | Resultado              |
| ------------------------------------------------- | ------------------- | ------------------- | ----------------- | ----------------- | ----------------- | -------- | -------- | -------- | ----- | ----- | ------ | ---------------------- |
| Club Obras Sanitarias de la Nación Argentina      | 1996-97             | LNB                 | 21                | 23                | 47,72%            | -        | -        | -        | 21    | 23    | 47,72% | 15°                    |
| Club Obras Sanitarias de la Nación Argentina      | 1997-98             | LNB                 | 14                | 21                | 40%               | -        | -        | -        | 14    | 21    | 40%    | 10°                    |
| Club Obras Sanitarias de la Nación Argentina      | Total               | Total               | 35                | 44                | 44,3%             | -        | -        | -        | 35    | 44    | 44,3%  | -                      |
| Gimnasia y Esgrima (Comodoro Rivadavia) Argentina | 1998-99             | LNB                 | 29                | 15                | 65,9%             | 2        | 3        | 40%      | 31    | 18    | 63,26% | 6.º (cuartos de final) |
| Gimnasia y Esgrima (Comodoro Rivadavia) Argentina | 1999-00             | LNB                 | 25                | 19                | 56,81%            | 3        | 5        | 37,5%    | 28    | 24    | 53,84% | 3.º (semifinal)        |
| Gimnasia y Esgrima (Comodoro Rivadavia) Argentina | 2000-01             | LNB                 | 24                | 20                | 54,54%            | 2        | 3        | 40%      | 26    | 23    | 53,06% | 10°                    |
| Gimnasia y Esgrima (Comodoro Rivadavia) Argentina | Total               | Total               | 78                | 54                | 59,09%            | 7        | 11       | 38,88%   | 85    | 65    | 56,66% | -                      |
| Boca Juniors Argentina                            | 2001-02             | LNB                 | 23                | 12                | 65,71%            | 3        | 3        | 50%      | 26    | 15    | 63,41% | Cuartos de final       |
| Boca Juniors Argentina                            | 2002-03             | LNB                 | 30                | 6                 | 83,33%            | 9        | 8        | 52,94%   | 39    | 11    | 78%    | 2.º (Final)            |
| Boca Juniors Argentina                            | Total               | Total               | 53                | 18                | 74,64%            | 12       | 11       | 52,17%   | 65    | 26    | 71,42% | -                      |
| Gimnasia y Esgrima (Comodoro Rivadavia) Argentina | 2005-06             | LNB                 | 25                | 17                | 59,52%            | 10       | 4        | 71,42%   | 35    | 21    | 62,5%  | 1°                     |
| Gimnasia y Esgrima (Comodoro Rivadavia) Argentina | 2006-07             | LNB                 | 20                | 24                | 45%               | 2        | 3        | 40%      | 22    | 27    | 44,89% | 12° (Reclasificación)  |
| Gimnasia y Esgrima (Comodoro Rivadavia) Argentina | 2007-08             | LNB                 | 18                | 26                | 40,9%             | 1        | 3        | 25%      | 19    | 29    | 39,58% | Reclasificación        |
| Gimnasia y Esgrima (Comodoro Rivadavia) Argentina | Total               | Total               | 63                | 67                | 48,46%            | 13       | 10       | 56,52%   | 76    | 77    | 49,67% | -                      |
| Asociación Atlética Quimsa Argentina              | 2008                | LNB                 | 5                 | 5                 | 50%               | -        | -        | -        | 5     | 5     | 50%    | -                      |
| Asociación Atlética Quimsa Argentina              | Total               | Total               | 5                 | 5                 | 50%               | -        | -        | -        | 5     | 5     | 50%    |                        |
| Boca Juniors Argentina                            | 2008-09             | LNB                 | 16                | 9                 | 64%               | 4        | 5        | 44,44%   | 20    | 14    | 58,88% | Cuartos de final       |
| Boca Juniors Argentina                            | Total               | Total               | 16                | 9                 | 64%               | 4        | 5        | 44,44%   | 20    | 14    | 58,88% | -                      |
| Club Ciclista Olímpico Argentina                  | 2009-10             | LNB                 | 14                | 16                | 46,66%            | 3        | 2        | 60%      | 17    | 18    | 48,57% | 14°                    |
| Club Ciclista Olímpico Argentina                  | Total               | Total               | 14                | 16                | 46,66%            | 3        | 2        | 60%      | 17    | 18    | 48,57% | -                      |
| Marinos de Anzoátegui · Venezuela                 | 2011                | LPB                 | 24                | 9                 | 72,72%            | -        | -        | -        | 24    | 9     | 72,72% | -                      |
| Marinos de Anzoátegui · Venezuela                 | Total               | Total               | 24                | 9                 | 72,72%            | -        | -        | -        | 24    | 9     | 72,72% | -                      |
| Club Ciclista Olímpico Argentina                  | 2011-12             | LNB                 | 9                 | 13                | 60%               | 3        | 2        | 60%      | 12    | 15    | 44,44% | 13°                    |
| Club Ciclista Olímpico Argentina                  | 2012-13             | LNB                 | 25                | 19                | 56,81%            | 0        | 3        | 0%       | 25    | 22    | 53,19% | 9°                     |
| Club Ciclista Olímpico Argentina                  | Total               | Total               | 34                | 32                | 51,51%            | 3        | 5        | 37,5%%   | 37    | 37    | 50%    | -                      |
| Libertad de Sunchales Argentina                   | 2013-14             | LNB                 | 24                | 20                | 54,54%            | 1        | 3        | 25%      | 25    | 23    | 52,08% | 5°                     |
| Libertad de Sunchales Argentina                   | Total               | Total               | 24                | 20                | 54,54%            | 1        | 3        | 25%      | 25    | 23    | 52,08% | -                      |
| Marinos de Anzoátegui · Venezuela                 | 2014-15             | LPB                 | 28                | 8                 | 77,77%            | 14       | 4        | 77,77%   | 40    | 12    | 77%    | 1°                     |
| Marinos de Anzoátegui · Venezuela                 | Total               | Total               | 28                | 8                 | 77,77%            | 14       | 4        | 77,77%   | 40    | 12    | 77%    | -                      |
| Club Ciclista Olímpico Argentina                  | 2015-16             | LNB                 | 36                | 20                | 64,28%            | 5        | 4        | 55,55%   | 41    | 24    | 63,07% | 3°                     |
| Club Ciclista Olímpico Argentina                  | 2016-17             | LNB                 |                   |                   |                   |          |          |          |       |       |        |                        |
| Club Ciclista Olímpico Argentina                  | Total               | Total               | 36                | 20                | 64,28%            | 5        | 4        | 55,55%   | 41    | 24    | 63,07% | -                      |
| Total en su carrera                               | Total en su carrera | Total en su carrera | 410               | 302               | 57,58%            | 62       | 96       | 39,24%   | 470   | 354   | 57,03% | -                      |

## Palmarés

### Clubes

#### Campeonato nacionales
| Título                                      | Club                                    | País      | Temporada |
| ------------------------------------------- | --------------------------------------- | --------- | --------- |
| Torneo Nacional de Ascenso                  | Club Obras Sanitarias de la Nación      | Argentina | 1995-96   |
| Copa Argentina                              | Boca Juniors                            | Argentina | 2002      |
| Liga Nacional de Básquet                    | Gimnasia y Esgrima (Comodoro Rivadavia) | Argentina | 2005-06   |
| Liga Profesional de Baloncesto de Venezuela | Marinos de Anzoátegui                   | Venezuela | 2015      |
| Liga Profesional de Baloncesto de Venezuela | Guaros de Lara                          | Venezuela | 2018      |

#### Consideraciones personales
- Juego de las Estrellas de la LNB: 2003,[13] 2007.[14]
- Entrenador del Año de la Liga Nacional de Básquet: 2015-16.

### Selecciones
| Título                                | Selección                            | Año  |
| ------------------------------------- | ------------------------------------ | ---- |
| Campeonato Sudamericano de Baloncesto | Selección de básquetbol de Argentina | 2004 |